# Viralni marketing
Viralni marketing ili virusni marketing poslovna je strategija korištenja postojećih društvenih mreža radi promidžbe proizvoda ili usluge. Ime je dobio prema načinu na koji potrošači šire informacije o proizvodima i uslugama s drugim osobama na način sličan prenošenju virusa. Informacije se prenose usmeno ili poboljšano mrežnim efektom interneta i mobilnih mreža.